# Calathea zebrina
Calathea zebrina, popularmente conhecida como maranta-zebrina ou planta-zebra, é uma espécie de planta da família Marantaceae, nativa do sudeste do Brasil. Esta planta ganhou o Prêmio de Mérito de Jardim da Royal Horticultural Society.

## Etimologia
O nome científico Calathea vem da palavra grega kalathos que significa "cesta". Zebrina significa "com terras de zebra".

## Descrição
É uma planta persistente e perene, que chega a 1 metro. Os longos talos de até 30 centímetros tem folhas elípticas que alcançam 45 centímetros ou mais. As folhas são verde escuro, rajadas em verde claro.
As flores são pequenas de cor arroxeadas e inseridas em inflorescência do tipo espiga e surgem entre as folhas imbricadas na base da planta, podendo passar despercebidas quando a planta está em estágio adulto com muitas folhas.

## Cultivo
É uma planta de fácil cultivo, aguentando temperaturas de até 16 ºC, nas regiões temperadas do país é cultivada em ambientes fechados como uma planta de casa. A temperatura ambiente normal, de cerca de 20 ° C, é uma temperatura adequada para esta planta durante todo o ano. Ele prefere um local bem iluminado, mas não tolera o sol direto. O solo deve ser mantido úmido durante o verão, não tolerando a seca. A nutrição pode ser dada a cada duas semanas durante a estação de crescimento da primavera ao outono, sem nenhum suplemento durante o inverno. Para dar às lâminas uma umidade agradável, pode ser regada com água morna sempre que possível. A replantação ocorre quando necessário durante a primavera.

## Galeria

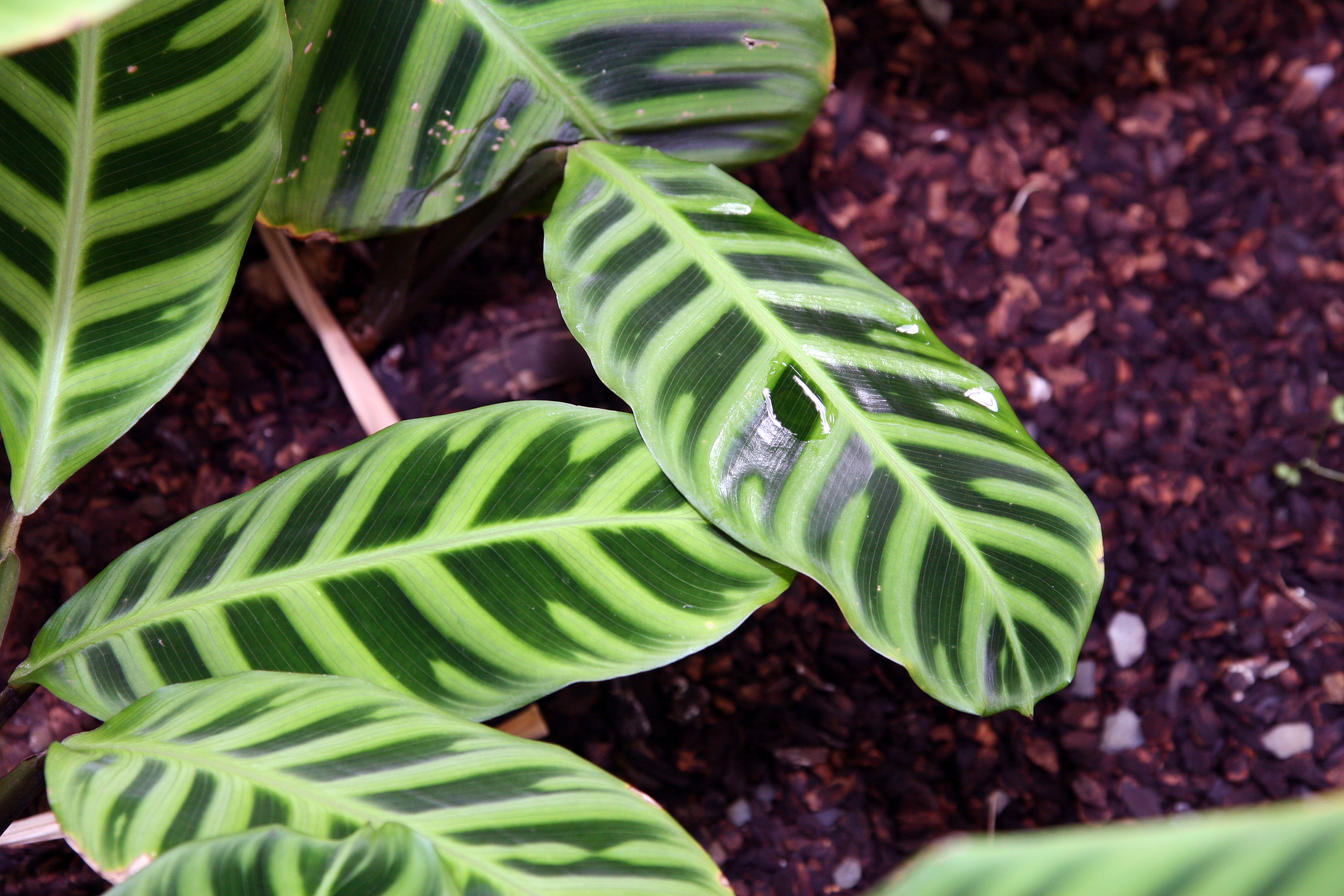
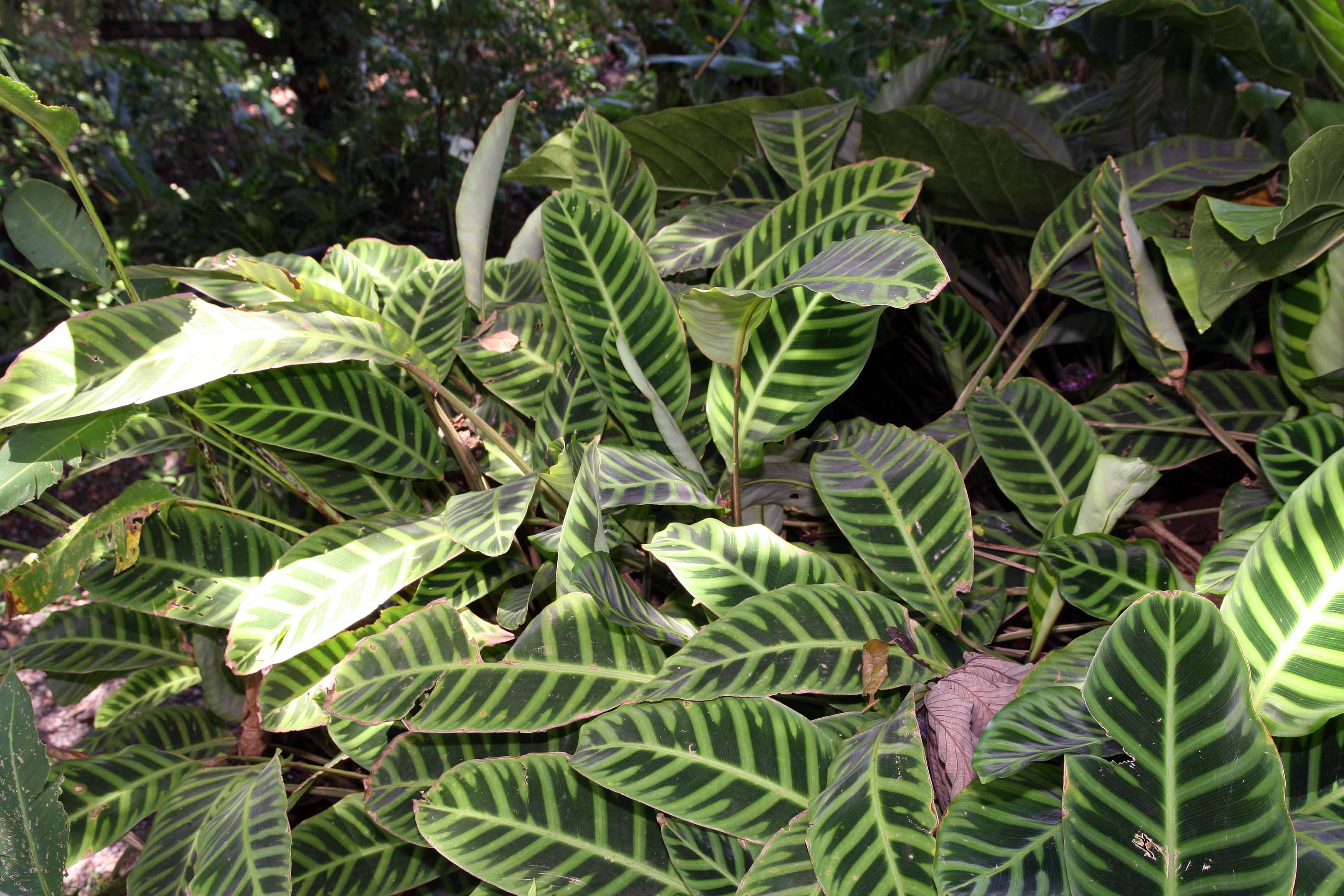
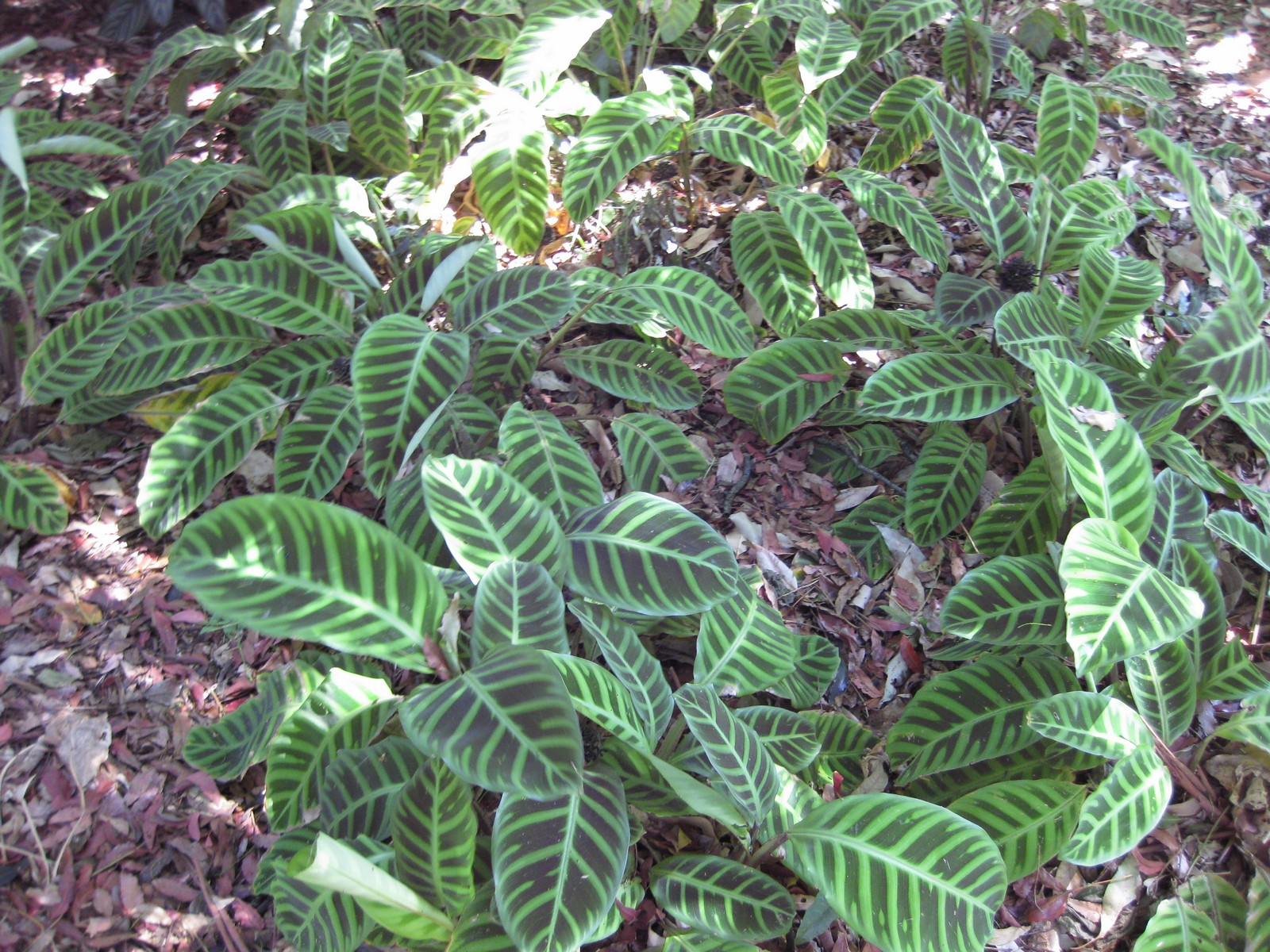
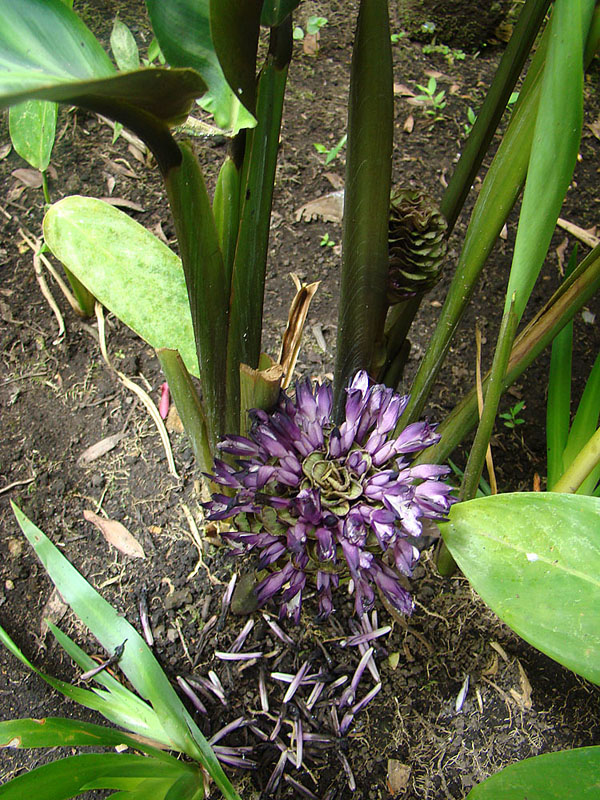
Floração da Catathea zebrina